# Afromelittodes mimos
Afromelittodes mimos là một loài ruồi trong họ Asilidae. Afromelittodes mimos được Londt miêu tả năm 2003. Loài này phân bố ở vùng nhiệt đới châu Phi.